# 217 Eskadra Bombowa
217 eskadra bombowa – pododdział lotnictwa bombowego Wojska Polskiego w II Rzeczypospolitej.
Eskadra sformowana została w marcu 1939. W kampanii wrześniowej eskadra walczyła w składzie Brygady Bombowej. Wyposażenie eskadry stanowiły samoloty PZL-37B „Łoś”.

## Formowanie i mobilizacja
Eskadra sformowana została w marcu 1939, w składzie 215 dywizjonu bombowego. 
Personel latający i techniczny eskadry stanowili lotnicy rozwiązanej 215 eskadry bombowej. Uzupełnienie stanowili świeżo promowani oficerowie ze szkoły Podchorążych Lotnictwa w Dęblinie i absolwenci Kursu Obserwatorów dla oficerów innych broni oraz Szkoły Podoficerów Lotnictwa dla Małoletnich. Wyposażenie eskadry stanowiły samoloty PZL-37B „Łoś”.
W czerwcu eskadra odbyła szkołę ognia lotniczego startując z lotniska Małaszewicze, a w drugiej połowie miesiąca wcielono do eskadry 9 absolwentów Szkoły Podchorążych Lotnictwa.
W sierpniu 1939, w czasie mobilizacji alarmowej, eskadra włączona została w skład 215 dywizjonu Brygady Bombowej i przemianowana na 17 eskadrę bombową.
27 sierpnia w rejon Lublina odjechał rzut kołowy eskadry, a na Okęciu pozostały wyznaczone załogi oraz 9 „Łosi” i 1 Fokker.
29 sierpnia w czasie inspekcji lotnisk przeznaczonych dla dywizjonów bombowych „Łoś” stwierdzono, że wybrane lotnisko nie nadaje się do wykorzystania operacyjnego.
W związku z tym dowódca Brygady Bombowej nakazał przesunięcie 215 dywizjonu na lotnisko Podlodów. 31 sierpnia doleciały tam samoloty eskadry.

## Walki eskadry we wrześniu 1939
W kampanii wrześniowej eskadra walczyła w składzie 215 dywizjonu bombowego Brygady Bombowej. 
Rano 1 września personel eskadry został powiadomiony o wybuchu wojny polsko-niemieckiej.
Załogi w gotowości oczekiwały na rozkaz startu, który mimo zapowiedzi wyprawy bombowej nie nadszedł w tym, jak i dniu następnym.
Rano 3 września eskadra przemieściła się na lotnisko Stara Wieś k. Węgrowa. Z powodu mgły tylko klucz dowódcy eskadry wylądował w wyznaczonym miejscu. Pozostałe załogi pogubiły się i dołączyły do eskadry dopiero w dniach następnych.
Rano 4 września załoga por. obs. Pawelskiego rozpoznała kolumnę pancerną w rejonie Radomska. Na zbombardowanie rozpoznanego nieprzyjaciela poleciał klucz pod dowództwem kpt. Prusieckiego.
Zaraz po starcie przymusowo lądował „Łoś” dowódcy eskadry z urwanym reduktorem w silniku, a po 7 minutach, również na skutek awarii silnika, załoga por. Kulbackiego. Przyczyną było piaszczyste lotnisko w Starej Wsi. Nad celem znalazły się tylko dwie załogi, które na szosie Radomsko-Przedbórz obrzuciły bombami zgrupowanie czołgów, a następnie z lotu niskiego ostrzelały piechotę. Od pocisków nieprzyjacielskiej OPL zapalił się samolot pchor. Stadnickiego i spadł na las koło Kodrąba. Rannych i poparzonych lotników uratowała miejscowa ludność, a ciężko ranny pchor. Górecki został zabrany przez Niemców do szpitala i po wyleczeniu odesłany do obozu jenieckiego. Pozostali członkowie załogi ukrywali się w majątku Smotryszów. Załoga ppor. Wiśniewskiego, z uszkodzonym przez artylerię przeciwlotniczą silnikiem,  przymusowo lądowała w Boernerowie. Następnego dnia wróciła do eskadry.
Przed południem w akcji przeciwko czołgom wzięła udział załoga por. obs. Szkuty, wykonując zadanie bez strat.
5 września około 5.00 załogi por. obs. Szkuty, ppor. obs. Wieliczki i pchor. obs. Wyrożemskiego zbombardowały kolumny pancerno-motorowe na szosie Ciechanów–Płońsk–Nasielsk–Pułtusk. Ogień niemieckiej OPL uszkodził osłonę silnika samolotu pchor. Wyrożemskiego, zmuszając go do lądowania w Krupniku w okolicach Mińska Mazowieckiego. Załogi po wykonaniu zadania lądowały na zapasowym lotnisku w Popielowie.
6 września dowódca eskadry zarządził przegląd techniczny i naprawę maszyn. Tylko załoga por. Szkuty rozpoznawała i bombardowała jednostki pancerne na przeprawach przez Wisłę w rejonie Płock–Włocławek, Ciechanów–Maków Mazowiecki. Po południu eskadra otrzymała uzupełnienie – „Łosia” nr 72-118 z Małaszewicz. Samolot nie posiadał busoli i uzbrojenia. Wysiłkiem mechaników uzupełniono braki. Samolot był zdolny następnego dnia do działań bojowych.
Od rana 7 września bombardowano, przeprawiające się przez Narew, kolumny pancerne w okolicach Różana. Wystartowały załogi por. obs. Szkuty, Pawelskiego, ppor. ppor. Kurowskiego i Wieliczki. Po starcie „Łoś” por. obs. Pawelskiego, z powodu samoczynnego otwarcia klap, lądował przygodnie i rozbił się. Pozostałe załogi poleciały nad cel. Uczestnik bombardowania kpr. strz. Edward Janik tak opisuje działanie:

„...O świcie dowódca dywizjonu kpt. pil. Stanisław Cwynar wysłał rozpoznanie, aby sprawdzić jak zachowuje się nieprzyjaciel zauważony poprzedniego dnia w lasach na północ od Różana. Po dwóch godzinach samolot powrócił. Załoga potwierdziła, że w lasach nocowało wielkie zgrupowanie broni pancernej i jednostki zmotoryzowane. Teraz jednak kolumna całkowicie wysunęła się z lasu i od północy posuwa się na Różan. Doskonała okazja! Nie upłynęło pół godziny, gdy sześć „Łosi” uprzednio przygotowanych wystartowało z lotniska pod Siedlcami i wzięło kierunek na Różan. Już znad miasteczka widać było kolumnę niemiecką wzbijającą nieprawdopodobny, ogromny tuman kurzu. Z daleka obeszliśmy kolumnę, aby zajść od tyłu – może to nie było najlepsze posunięcie naszego prowadzącego, bo nieprzyjaciel zatrzymał się i widać było żołnierzy wyskakujących z wozów i rozpraszających się po obu stronach szosy. Miało to swoje uzasadnienie, bo gdy nalecieliśmy na cel, zostaliśmy ostrzelani nie tylko z szosy, ale także z obu jej stron. Niemcy zdążyli ustawić swoje karabiny maszynowe w pewnej odległości od szosy i wzięli nas w krzyżowy ogień. Plan bombardowania przewidywał dwa naloty, w których każdy samolot miał zrzucać po pięć stukilogramowych bomb. Akcja miała trwać nieprzerwanie - gdy ostatni „Łoś” zrzucał piątą bombę, to pierwszy rozpoczynał już powtórną serię. Nie pokryliśmy wprawdzie całej kolumny, bo była zbyt długa, ale zharataliśmy ją porządnie. Po drugim nalocie, mimo dużego ognia z ziemi i mimo że przed startem o tym nie mówiono, przeszliśmy za prowadzącym w lot koszący i wyładowaliśmy na Niemcach kryjących się w bruzdach po obu stronach szosy całą posiadaną amunicję. Niektórzy strzelcy i piloci tak się zapalili do tej akcji, że nie pozostało im żadnego naboju na wypadek spotkania w drodze powrotnej Messerschmittów. To było wielkie święto eskadry. Żaden samolot nie został zestrzelony, tylko parę miało podziurawione płaty i kadłuby. Po upływie godziny od startu wszystkie „Łosie” wylądowały na swoim lotnisku. Rozpoznanie następnego dnia stwierdziło, że nieprzyjaciel nie przekroczył Narwi. Straty musiały być poważne... ”

7 września przyszedł rozkaz przerzutu eskadry do Podlodowa.
Od rana załogi eskadry latały na bombardowanie zgrupowania broni pancernej w rejonie lasów na wschód od Różana. Po zrzuceniu bomb wróciły bez strat do Popielowa. W locie powrotnym kpr. Winek zestrzelił atakującego Messerschmitta.
O  11.30 eskadra odleciała do Podlodowa. Po wylądowaniu i krótkim odpoczynku załoga por. Szkuty wykonała na korzyść Naczelnego Dowództwa rozpoznanie dróg w rejonie Sokołów Podlaski–Kosów Lacki–Małkinia–Czyżewo–Nur–Węgrów.
Następnego dnia 5 „Łosi” eskadry przegrupowało się na lotnisko Wielicko. W trakcie przelotu, na skutek awarii silnika, jedna załoga lądowała przymusowo w Humeńcach. Samolot kapotując uległ rozbiciu. Załoga bez obrażeń dołączyła do eskadry. Do Wielicka zaczęły zlatywać samoloty ewakuujące się z różnych stron kraju.
Kpt. Laguna zorganizował swoistą OPL lotniska z grupy podchorążych, ubezpieczając między innymi starty i lądowania „Łosi”.
W dniach 10 i 11 września nie wykonywano lotów bojowych. Eskadra otrzymała z Pińska 3 „Łosie” bez uzbrojenia, busoli i radiostacji. Dwa z nich doprowadzono do bojowego wykorzystania. Trzeci samolot z usterkami silnika mechanicy nie byli w stanie naprawić.
12 września klucz kpt. Laguny poleciał na bombardowanie formacji pancernych nieprzyjaciela w rejon Łodzi. Przy starcie rozbił się samolot załogi por. obs. Szkuty, wpadając do rowu przeciwodłamkowego. Zadanie bojowe wykonywały jedynie dwie załogi.
W następnym dniu lotów bojowych nie było.
14 września po południu wystartowała załoga por. obs. Kulbackiego z zadaniem prowadzenia rozpoznania w rejonie Lublina oraz Brześć–Biała Podlaska. Ze względu na niski pułap chmur i zamglenia, wynik był negatywny.
Świtem 15 września na rozpoznanie celów poleciała załoga por. obs. Pawelskiego. Tuż po starcie, przelatując tor kolejowy Kowel–Łuck została zestrzelony przez własną artylerię przeciwlotniczą. Z załogi uratował się tylko pilot. 
16 września załogi por. obs. Kulbackiego, ppor. obs. Wieliczki i pchor. obs. Witke rozpoznały i bombardowały kolumny pancerno-motorowe w rejonie Hrubieszowa. Po wykonaniu zadania lądowano na lotnisku koło Buczacza. Przy lądowaniu rozbił się „Łoś” nr 72-174, nie biorący udziału w bombardowaniu.
17 września nad lądowiskiem XV dywizjonu bombowego latały zarówno samoloty niemieckie jak i sowieckie. Około 7.30 lotnisko rozpoznawało 6 myśliwców typu I–16. Po nich nadleciało 9 bombowców sowieckich. Sowieckie bombardowanie okazało się niecelne. Około 17.00  „Łosie” odleciały do Bohorodyszcz k. Obertyna. Przed startem spalono samoloty nr 72-174 i 72-???.
18 sierpnia 4 „Łosie” 217 eskadry bombowej wystartowały do Czerniowców w Rumunii.
Rzut kołowy eskadry, dowodzony przez kpt. Prusieckiego, przekraczając granicę polsko-rumuńską w godzinach popołudniowych.
| Działania eskadry | Działania eskadry                                  | Działania eskadry                                  | Działania eskadry                                  |
| ----------------- | -------------------------------------------------- | -------------------------------------------------- | -------------------------------------------------- |
|                   | Loty bojowe                                        | Tonaż bomb                                         | Zestrzelenia                                       |
| 41                | 33 tony                                            | 1 samolot Me-109                                   |                                                    |
| Straty eskadry    |                                                    |                                                    |                                                    |
| Polegli           | por. Pawelski, kpr. Dudek, kpr. Tadeusz Kiełpiński | por. Pawelski, kpr. Dudek, kpr. Tadeusz Kiełpiński | por. Pawelski, kpr. Dudek, kpr. Tadeusz Kiełpiński |
| Ranni             | pchor. Górecki                                     | pchor. Górecki                                     | pchor. Górecki                                     |
| Zaginieni         | pchor. Stadnicki, kpr. Kublicki, kpr. Makiewicz    | pchor. Stadnicki, kpr. Kublicki, kpr. Makiewicz    | pchor. Stadnicki, kpr. Kublicki, kpr. Makiewicz    |
| Samoloty          |                                                    |                                                    |                                                    |
| Stan              | Uzupełnienie                                       | Zniszczone                                         | Ewakuacja                                          |
| 9 PZL.37 Łoś      | 4                                                  | 9                                                  | 4                                                  |

## Obsada personalna eskadry

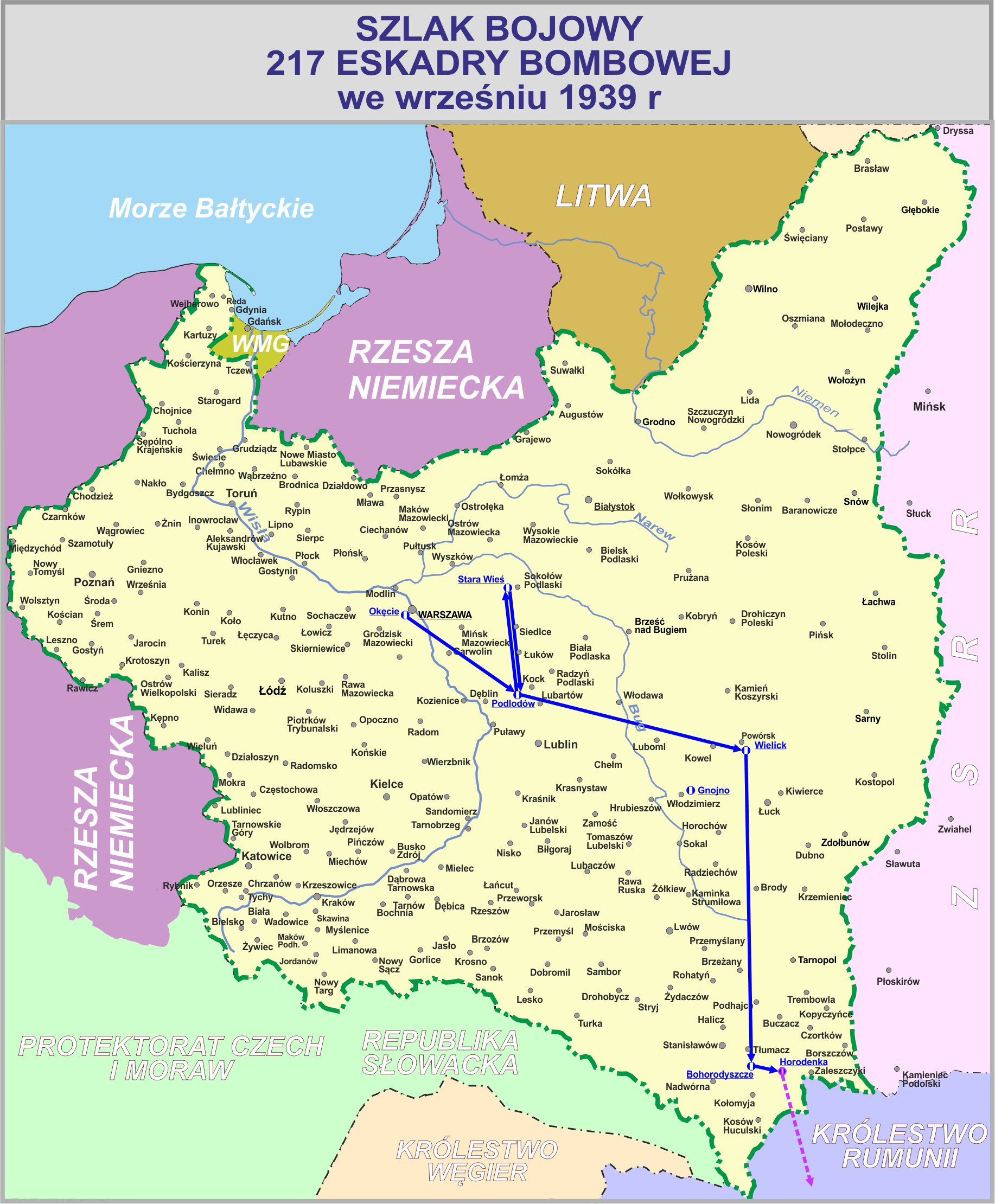

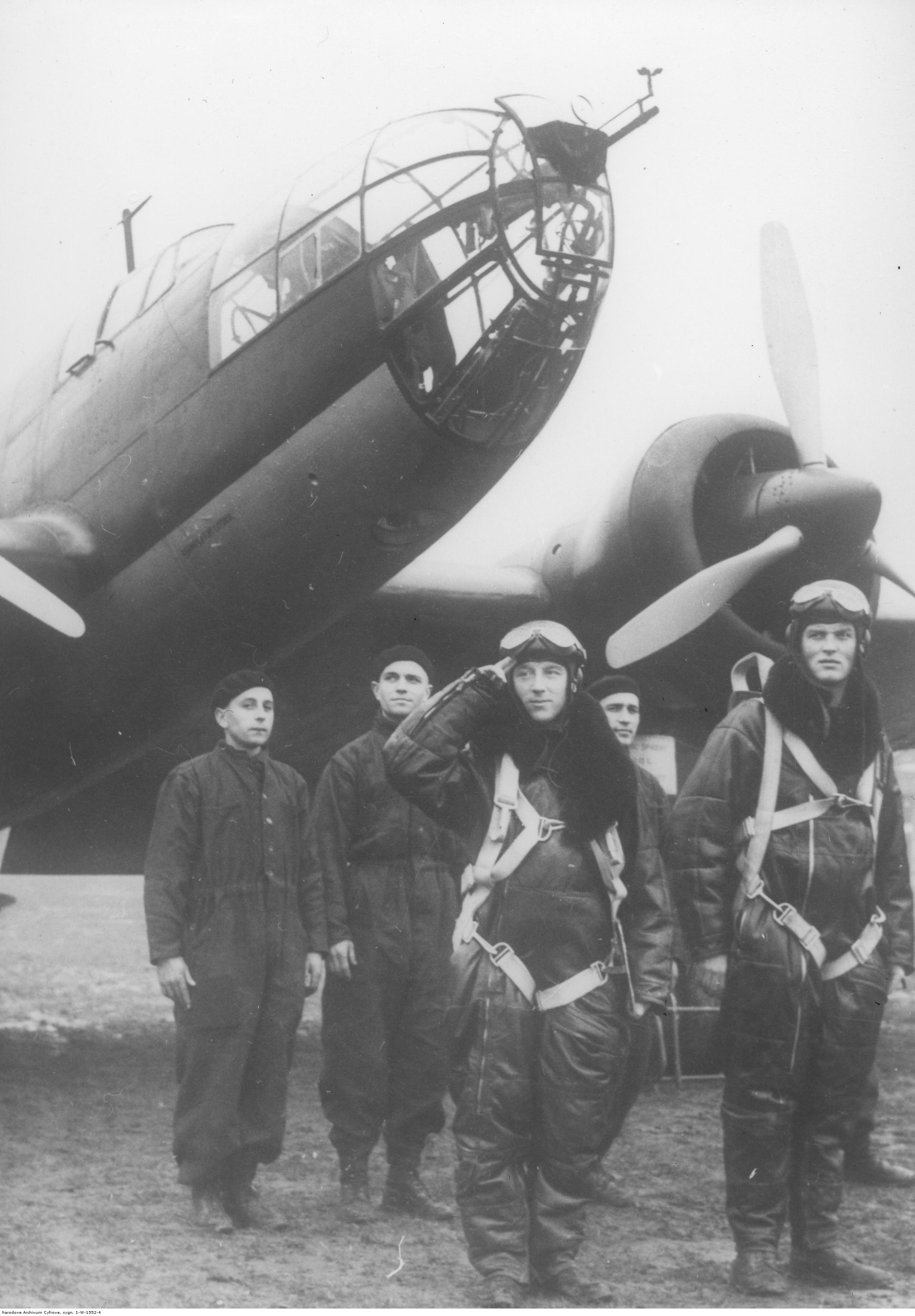
Załoga samolotu PZL-37 Łoś z 217 eskadry bombowej przy maszynie

| Stanowisko         | Stopień, imię i nazwisko          |
| ------------------ | --------------------------------- |
| dowódca eskadry    | kpt. Eugeniusz Sabin Prusiecki    |
| zastępca dowódcy   | por. Alojzy Szkuta                |
| oficer techniczny  | ppor. Aleksander Rubiński         |
| starszy obserwator | por. Jan Tadeusz Pawelski         |
| obserwator         | por. Albin Krajewski              |
| obserwator         | ppor. Stefan Wojciech Kwiatkowski |
| obserwator         | ppor. Kazimierz Tytus Bernas      |
| obserwator         | ppor. Tadeusz Arkadiusz Bossowski |
| obserwator         | ppor. Wacław Podkowiński          |
| obserwator         | ppor. Stanisław Jarociński        |
| obserwator         | ppor. Adam Ludwik Schultz         |
| obserwator         | ppor. Jan Kazimierz Kurowski      |

| Dowództwo eskadry | Dowództwo eskadry |
| Stanowisko | Stopień, imię i nazwisko |
| --- | --- |
| dowódca eskadry | kpt. obs. Eugeniusz Prusiecki |
| oficer taktyczny eskadry | por. obs. Alojzy Szkuta |
| oficer techniczny eskadry | ppor. techn. Aleksander Rubiński |
| szef mechaników eskadry | st. majster wojskowy Stanisław Zymler |
| szef administracyjny eskadry | st. sierż. Wacław Nowacki |
| Załogi samolotów | |
| Obserwatorzy | Piloci |
| por. Albin Krajewski por. Hieronim Kulbacki por. Jan Pawelski † ppor. Jan Kurowski ppor. Stefan Kwiatkowski ppor. Adam Schultz ppor. Kazimierz Wieliczko pchor.. Zbigniew Kobierzycki pchor. Jan Stadnicki pchor. Andrzej Wiśniewski pchor. Edward Witke pchor. Ksawery Wyrożemski | ppor. Mieczysław Kałuża pchor. Wacław Górecki pchor. Leopold Mielecki pchor. Bolesław Murawski pchor. Józef Wójcik sierż. Stefan Gajewski sierż. Wacław Szablewicz kpr. Stefan Tomicki kpr. Karol Twardawa kpr. Józef Waszak |

## Samoloty eskadry
Uzbrojenie eskadry w 1939 stanowiło 9 samolotów bombowych PZL.37B Łoś i 2 samoloty transportowe Fokker F.VIIB/3m.

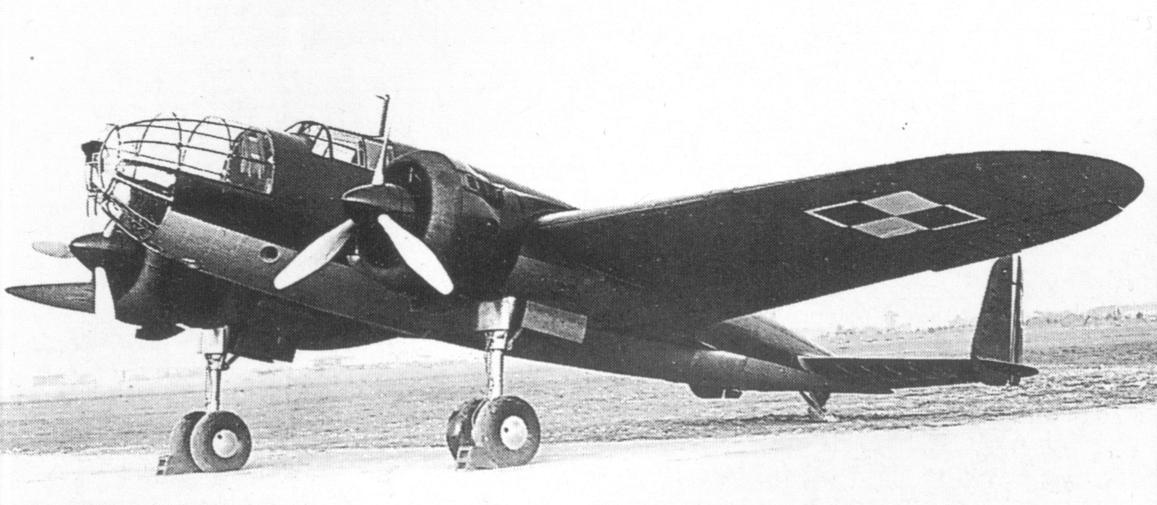
PZL.37 Łoś (1939)
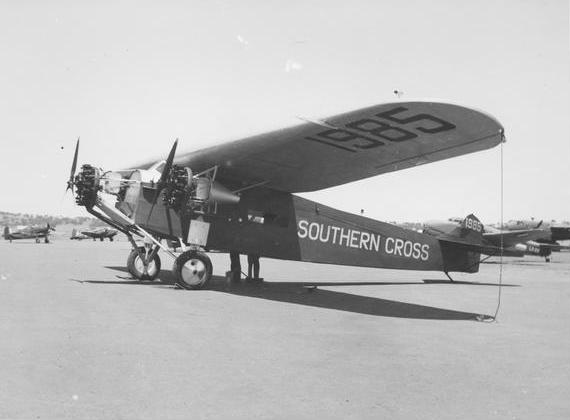
Fokker F.VII (transportowy)

## Wypadki lotnicze
W okresie funkcjonowania eskadry miały miejsce następujące wypadki lotnicze zakończone obrażeniami lub śmiercią pilota:
- 5 czerwca 1939 w wypadku lotniczym zginęła załoga kpr. pil. Stanisław Ziółkowski, ppor. ppor. obs. Stanisław Jarociński, Wacław Podkowiński i kpr. strz. samol .rtg. Izydor Bojarski.